# Уилсон, Дэвид (фигурист)
Дэвид Уилсон (англ. David Wilson) — бывший канадский фигурист, в настоящее время один из самых востребованных хореографов мира в фигурном катании.

## Биография
Детство Дэвида прошло в провинциальном городке Ноблетон в провинции Онтарио. Ему было 5 лет, когда старшая сестра Кэти в первый раз привела его на каток. Через 2 года 18-летняя Кэти умерла от аневризмы мозга.
В 9 лет Дэвид начал участвовать в региональных соревнованиях. Через некоторое время он прекращает занятия, но вскоре по настоянию отца возобновляет их. Тренировался у Петры Бурки. В 18 лет врачи диагностировали у фигуриста болезнь Осгуда-Шлаттера, несовместимую с нагрузками в спорте. После операции на колене Д. Уилсон выступал в шоу "Ice Capades" и "Holiday On Ice". С "Holiday On Ice" он гастролировал 5 лет, после чего поселился в Монреале, где начал работать с юными фигуристами в качестве хореографа.
Первым фигуристом, работа с которым принесла Уилсону известность, стал Себастьян Бриттен. Он был очень музыкален и артистичен, но недостаточно высокое техническое мастерство не позволяло ему занимать высоких мест.
В 1994 году от пневмонии умирает отец Дэвида, а через полтора года скончалась его мать — как и Кэти, от аневризмы мозга. Потеря двух самых близких людей стала тяжёлым ударом, пережить который, по его словам, помогла только работа.
Постепенно к Уилсону приходит мировое признание, и он начинает работать не только с канадскими, но и иностранными фигуристами. В настоящее время работает в "The Toronto Cricket and Skating Club".
В разное время он работал (-ет) с такими фигуристами, как:
- Мужское одиночное катание: Патрик Чан, Брайан Орсер, Джеффри Баттл, Джереми Эбботт, Бриан Жубер, Нобунари Ода, Джонни Вейр, Адам Риппон, Юдзуру Ханю.
- Женское одиночное катание: Саша Коэн, Мидори Ито, Фумиэ Сугури, Кийра Корпи, Ким Ён А, Алисса Чизни, Мики Андо, Синтия Фанёф, Евгения Медведева.
- Парное катание: Пан Цин / Тун Цзянь, Кейди Денни / Джереми Барретт, Джессика Дюбэ / Брайс Дэвисон, Анабель Ланглуа / Коди Хэй.
- Танцы на льду: Мари-Франс Дюбрей / Патрис Лозон.